# Лукино (Чагодощенский район)
Лукино — деревня в Чагодощенском районе Вологодской области.
Входит в состав Избоищского сельского поселения, с точки зрения административно-территориального деления — в Избоищский сельсовет.
Расстояние по автодороге до районного центра Чагоды — 27,5 км, до центра муниципального образования деревни Избоищи — 3,5 км. Ближайшие населённые пункты — Пахомиха, Приворот, Фрязино.
По данным переписи в 2002 году постоянного населения не было.